# Ceratogymna bucinator
Ceratogymna bucinator là một loài chim trong họ Bucerotidae.

## Hình ảnh

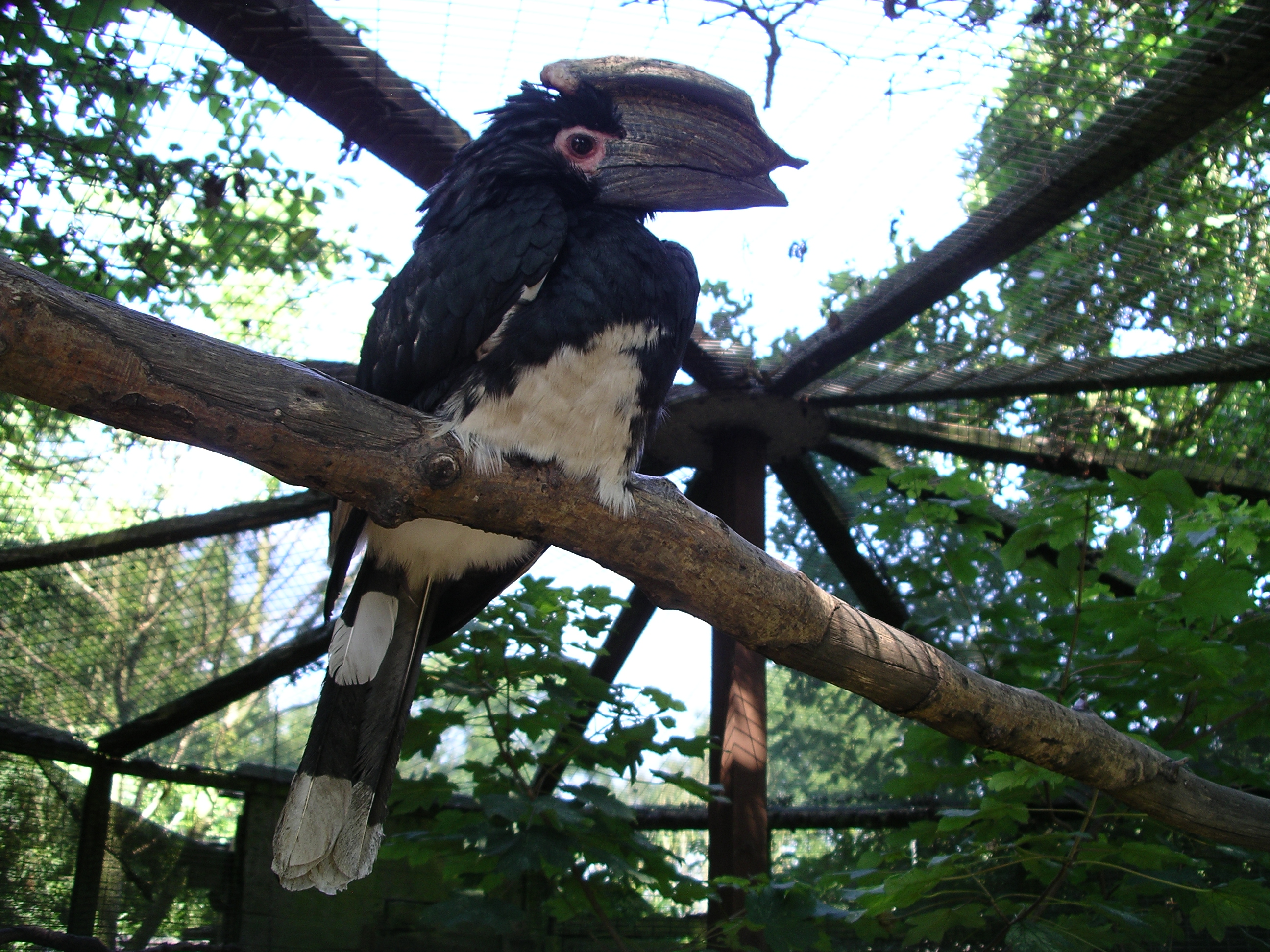
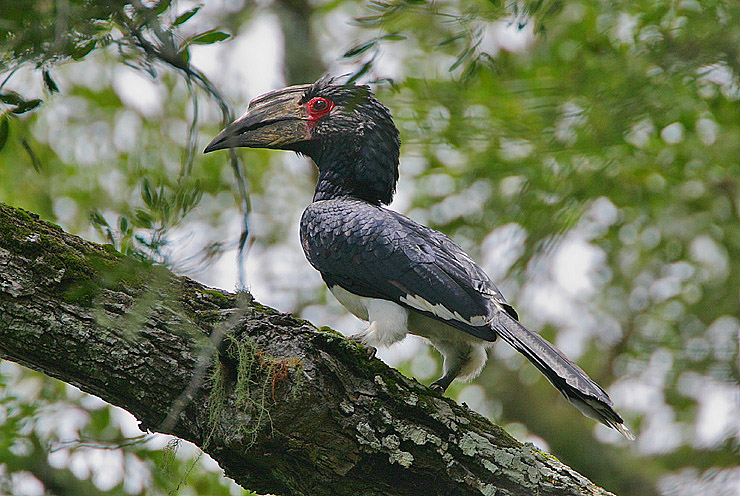
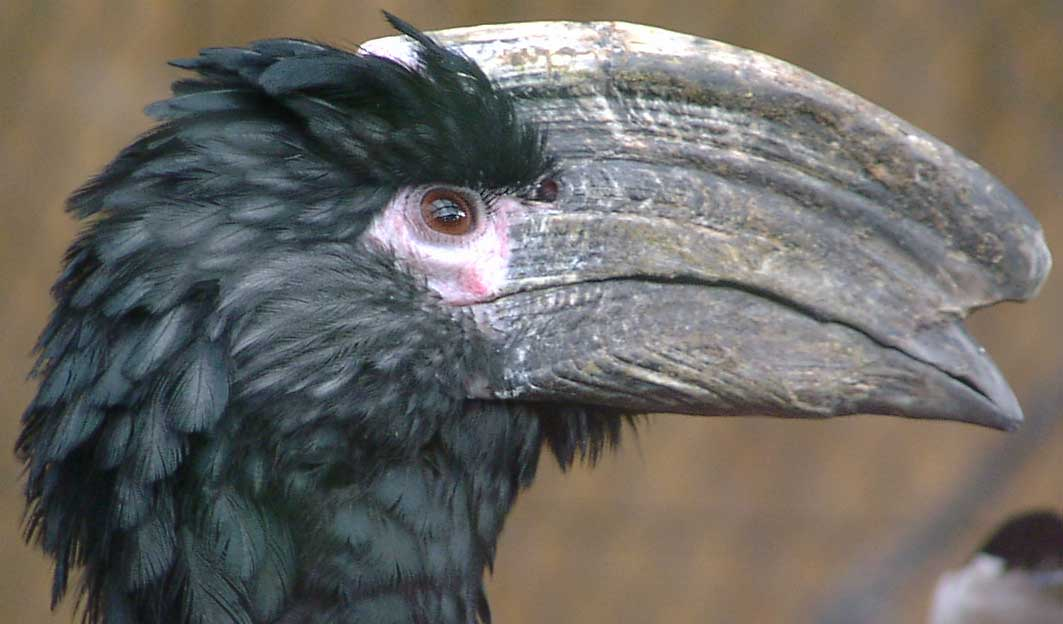